# Steve Lawrence (Radsportler)
Steve Lawrence (* 24. September 1955 in Lincolnshire) ist ein ehemaliger britischer Radrennfahrer und nationaler Meister im Radsport.

## Sportliche Laufbahn
Lawrence war im Straßenradsport aktiv. 1977 (vor Paul Sherwen) und 1980 wurde er britischer Meister im Straßenrennen der Amateure. Bei den Commonwealth Games 1982 gewann er die Goldmedaille im Mannschaftszeitfahren mit Malcolm Elliott, Joe Waugh und Bob Downs. 1975 gewann er eine Etappe der Israel-Rundfahrt und neben einigen weiteren britischen Rennen auch die Tour of Essex. 1977 ragte neben dem nationalen Titel der Erfolg in der Tour of the Cotswolds heraus. 1978 gewann er einen Tagesabschnitt des britischen Milk Race und das Eintagesrennen Lincoln Grand Prix. Die Tour of the Cotswolds gewann er 1979 und 1980 erneut. 1982 siegte er im Etappenrennen Commonwealth Bank Cycle Classic in Australien und der Tour of Norfolk.